# احمت آییک
احمت آییک (ترکی استانبولی: Ahmet Ayık؛ زادهٔ ۳۱ مارس ۱۹۳۸) کشتی‌گیر آزاد اهل ترکیه بود.